# José Manuel Rey
José Manuel Rey Cortegoso (Caracas, 20 de maio de 1975) é um ex-futebolista profissional venezuelano, que atuava como defensor.

## Carreira
Rey fez parte do elenco da Seleção Venezuelana de Futebol da Copa América de 1997, 1999, 2001, 2004, 2007 e 2011.

## Títulos

### Caracas Fútbol Club
- Campeonato Venezuelano: 1996-1997, 2003-2004, 2006-2007 e 2008-09

### Colo-Colo
- Campeonato Chileno: Clausura 2009